# Huaibei
Huaibei (chiń. 淮北市; pinyin Huáiběi shì) – miasto o statusie prefektury miejskiej we wschodnich Chinach, w prowincji Anhui. W 2010 roku liczba mieszkańców miasta wynosiła 1 035 805. Prefektura miejska w 1999 roku liczyła 1 930 225 mieszkańców. 

## Podział administracyjny
Prefektura miejska Huaibei podzielona jest na:
- 3 dzielnice: Xiangshan, Duji, Lieshan,
- powiat: Suixi.